# Pompa circensis

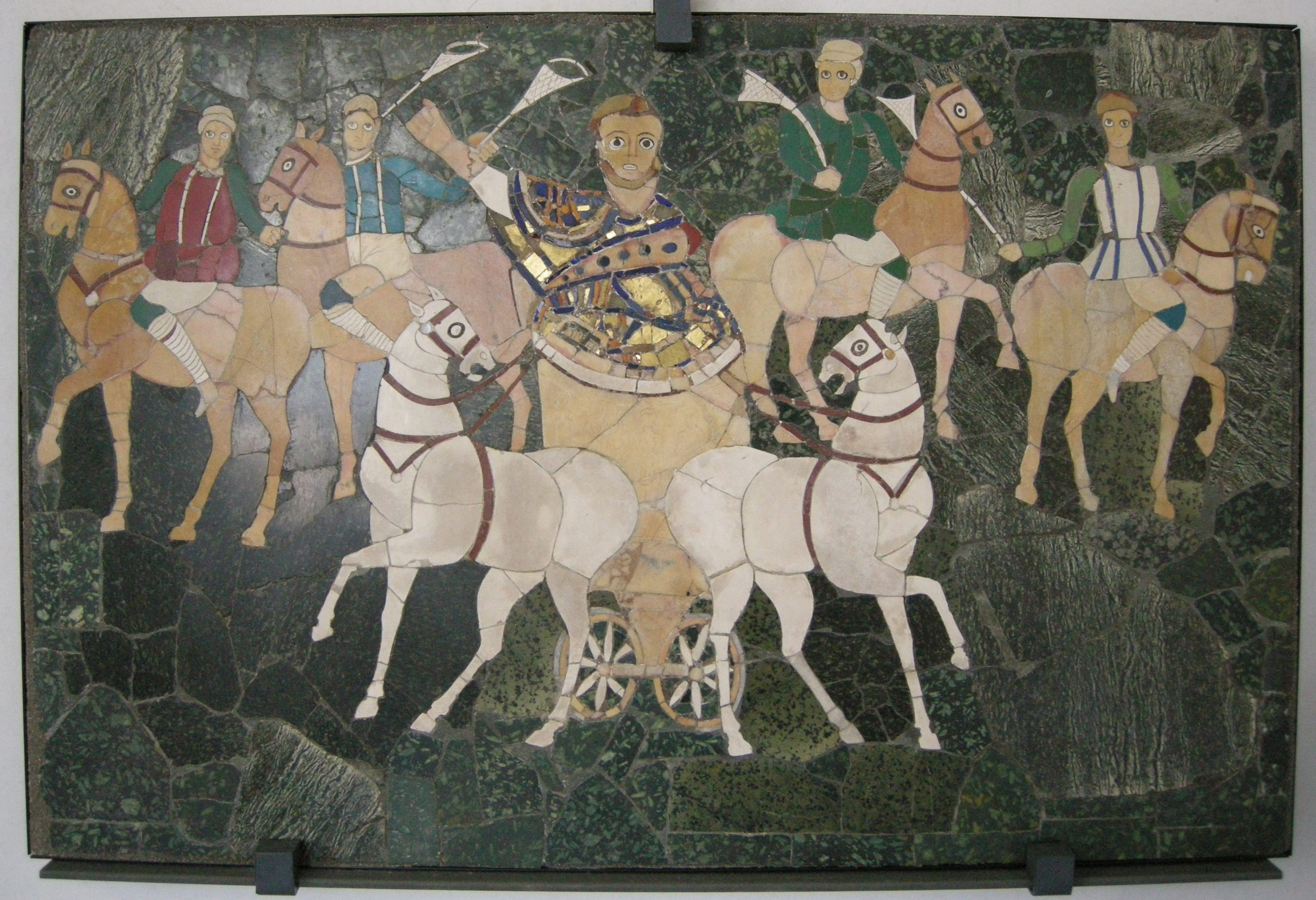
Il magistrato che presiede alla pompa circensis corre su una biga; dietro di lui dei giovani nobili che conducono la parata su dei cavalli (opus sectile del IV secolo dalla Basilica di Giunio Basso)

Nell'antica Roma, la pompa circensis (parata da circo) era una processione che precedeva i giochi ufficiali (ludi) tenuti nei circhi come parte delle festività religiose e in altre occasioni.nella roma antica c erano i i romani con i strumenti musicali

## Descrizione
La descrizione più dettagliata della pompa circensis durante l'era repubblicana viene fornita da Dionigi di Alicarnasso, basata sull'osservazione diretta e sullo storico Quinto Fabio Pittore, che dice di descrivere i ludi romani originali; Fabio potrebbe essere stato più influenzato da quello che ha visto nella pompa dei ludi saeculares nel 249 a.C. La processione era guidata da ragazzi della nobiltà romana a cavallo, seguiti da ragazzi a piedi che sarebbero diventati fanti. A seguire i carri con gli aurighi e gli atleti che avrebbero gareggiato nei giochi.
Gruppi di danzatori seguiti da un accompagnamento musicale si esibivano nella aulos, un tipo di strumento di legno, e con la lira. I danzatori erano divisi per classi di età: uomini, giovani e bambini. Essi indossavano delle tuniche viola, brandivano spade e lance corte in balli di guerra simili ai coribanti. I danzatori adulti indossavano anche un elmo di bronzo con "grandi creste e ali".
Un coro vestito da satiri e sileni seguiva i danzatori armati e li scimmiottava. Loro avevano tuniche di lana, ghirlande con diversi tipi di fiori, e perizoma in pelle di capra, con i capelli raccolti in ciuffi. L'apparizione dei satyristai ai primi Ludi romani è il primo riferimento conosciuto ai satiri nella cultura romana. Sebbene Dionigi suggerisse che sia le danze di guerra che i balli dionisiaci imitassero quelli greci, i balli armati avevano un precedente romano nei Salii, che ballavano con spade e scudi, e il ruolo dei satiri sembra basato sull'uso etrusco.
La processione si concludeva con degli uomini che portavano ciotole dorate e profumi, e poi le statue delle divinità romane portate sulle ferculae (lettighe), con i loro attributi (exuviae) trasportati separatamente in carri speciali (tensae o thensae). Le tensae venivano tirate da ragazzi i cui genitori erano ancora vivi. Le immagini e le exuviae venivano mostrate al circo, probabilmente su una piattaforma di legno chiamata pulvinar.
La processione cominciava dal Tempio di Giove Capitolino, e attraverso il clivus Capitolinus, arrivava al Foro Romano. Poi procedeva per la via Sacra e passava attraverso il vicus Tuscus per arrivare al Circo Massimo.
I magistrati romani che presiedevano i giochi correvano su una biga, e indossavano il tradizionale abbigliamento del generale trionfante. Secondo Theodor Mommsen, la pompa circensis era semplicemente una riproposizione della processione trionfale, ai quali era legata in origine la presentazione dei giochi. Dopo che i ludi cominciarono ad essere separati dai trionfi, i magistrati presero il posto del trionfatore nella parata. H.S. Versnel considerava la parata come un misto di elementi greci, romani ed etruschi. Frank Bernstein ha affermato che la tradizione di origine etrusca è essenzialmente suono, e che i giochi da circo e le loro processioni di apertura furono introdotte durante l'età regia di Roma sotto il governo dei re etruschi come parte del culto di Giove Capitolino.

## Durante l'impero
La pompa circensis subì un cambiamento significativo durante la dittatura di Giulio Cesare, quando la sua immagine venne aggiunta alla processione. Durante i regni di Augusto e Tiberio, altri membri della famiglia imperiale vennero rappresentati su immagini e sulle sellae (sedie speciali o troni). Divenne poi abitudine nel I secolo avere immagini della famiglia imperiale che si univano a quelle delle divinità. Al tempo di Tiberio, la strada della parata aveva incorporato il Tempio di Marte Ultore, costruito da Augusto, che aveva assorbito diverse cerimonie precedentemente tenute al Tempio di Giove Capitolino. Il nuovo percorso allargato sarebbe adesso passata accanto al Foro di Augusto.
Il sacerdozio dei fratelli Arvali comportò un sacrificio quando questi ludi circenses vennero fatti in congiunzione con varie celebrazionio del culto imperiale. Fino al regno di Nerone, i sacrifici degli Arvali vennero fatti al Tempio di Giove Capitolino, dove tradizionalmente iniziava la processione. Comunque, nei primi anni dell'impero, gli Arvali fecero i loro sacrifici al nuovo Tempio di Augusto in occazione dei ludi Martiales, dei ludi Augustales e del compleanno di Augusto. A quei tempi, le processioni cominciavano lì. La topografia coperta dal percorso della parata potrebbe variare a seconda del simbolismo voluto per l'occasione.
Un percorso più tradizionale venne riutilizzato sotto la dinastia flavia. Il tempio di Giove Capitolino era nuovamente il centro, e i templi più esplicitamente connessi alla dinastia giulio-claudia divennero meno centrali, sebbene le immagini della famiglia imperiale continuasse ad essere mostrata. Il percorso venne ampliato per passare vicino a Campo Marzio al tempo di Domiziano, che aveva costruito lì un grande tempio in onore dei divinizzati Vespasiano e Tito. Durante il II secolo d.C., il percorso della pompa circensis probabilmente divenne più simile a quello dei trionfi. La pompa circensis si è poi sviluppata come un mezzo molto visibile per esprimere il nuovo ordine politico e religioso dell'impero.